# Osnowa (tkactwo)

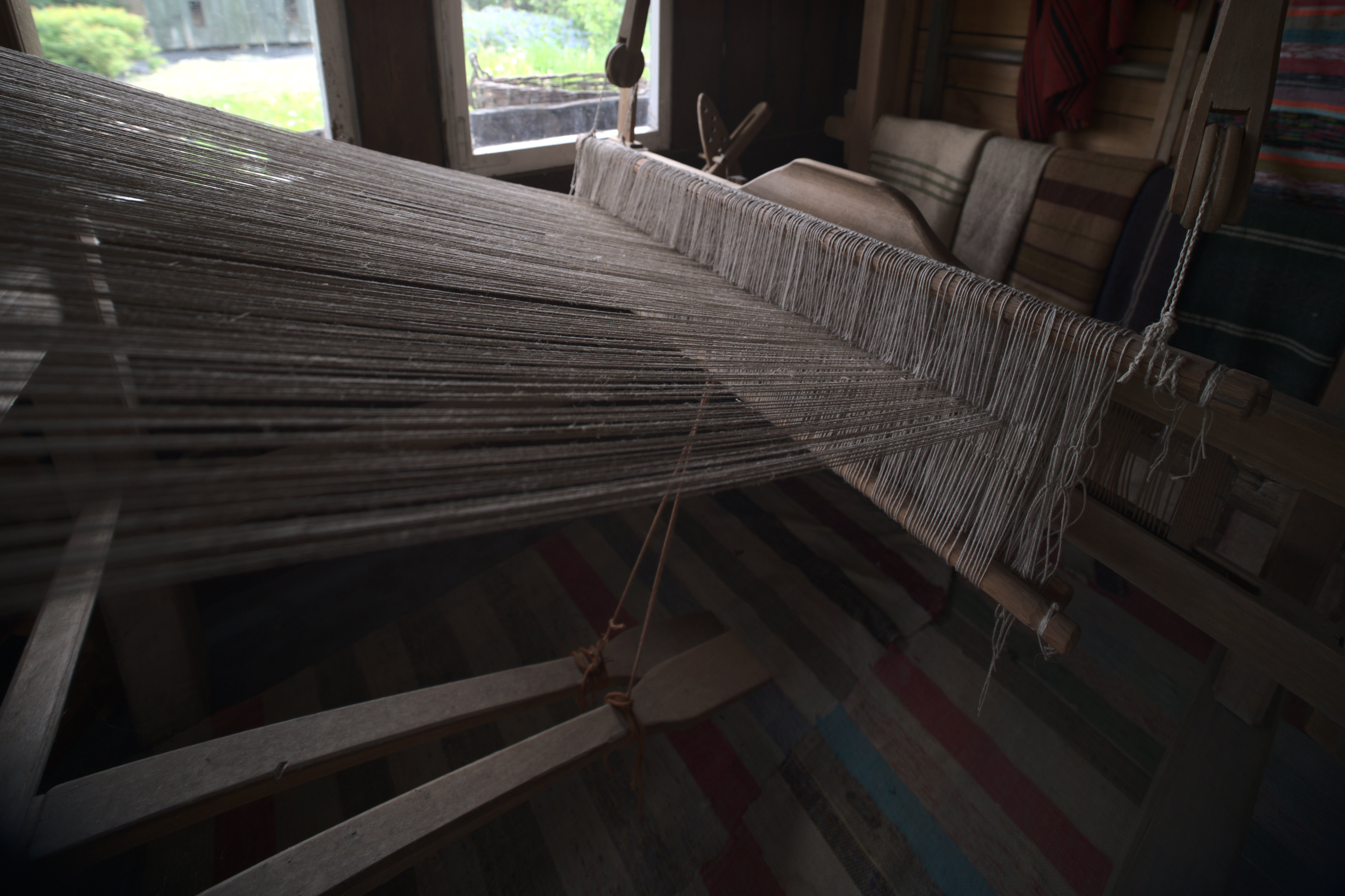
Osnowa na historycznych krosnach w Muzeum Dawnej Wsi „Domek Tkaczki”

Osnowa – jeden z dwóch układów nitek tworzących tkaninę.
Jest to układ (od kilkudziesięciu do kilku tysięcy) nitek biegnący wzdłuż tkaniny, prostopadle do wątku. Parametry osnowy są zależne od typu i przeznaczenia projektowanej tkaniny. Są wyliczone lub przyjęte na etapie projektowania tkaniny i zapisane w karcie osnowy, która jest dyspozycją do wykonania osnowy przez oddział przygotowawczy tkalni.

## Opis ogólny
W pierwotnych urządzeniach do tkania osnowa to pasma nitek przędzy zawieszonych na poziomej belce wspartej na dwóch słupach i obciążonych na dole. Ograniczało to długość wytwarzanej tkaniny do kilku metrów. Obecnie osnowę nawija (snuje) się na specjalnym, wielonitkowym nawoju, zwanym nawojem osnowowym. Nawój osnowowy umieszczony jest na wałku osnowowym. Jest to wałek (wykonany z drewna lub z rury metalowej) o średnicy od 12 do ok. 20 cm z umieszczonymi w pobliżu obu końców metalowymi tarczami, zabezpieczającymi przed zsuwaniem się skrajnych nitek osnowy. Rozstaw tarcz zależny jest od szerokości osnowy. Obok tarcz umieszczone są dodatkowo elementy hamulca osnowowego (bębny) lub specjalne sprzęgła do połączenia z mechanizmem zasilającym.

## Parametry osnowy
- długość osnowy – zależna od grubości przędzy i pojemności wału osnowowego, przyjęta na etapie projektowania. Najczęściej ok. 700 do 1000 m.,
- szerokość osnowy – o kilka centymetrów większa od szerokości przyszłej tkaniny, przyjęta na etapie projektowania,
- gęstość osnowy (nitek/cm) – zależna od typu tkaniny (splotu), przyjęta na etapie projektowania,
- liczba nitek w osnowie – zależna od typu tkaniny, ustalona na etapie projektowania (gęstość osnowy * szerokość tkaniny),
- wrobienie osnowy – na skutek oplatania nitek wątku, nitki osnowy w tkaninie ułożone są faliście. W związku z tym długość tkaniny jest znacznie mniejsza (ok. 10 do 15%) niż długość zużytej na nią osnowy. Wyrażony w procentach stosunek tej różnicy do długości tkaniny nazywa się wrobieniem osnowy.

## Przygotowanie
Osnowę podobnie jak i wątek, przygotowuje się w oddziale przygotowawczym tkalni. Proces przygotowania osnowy nazywa się snuciem i odbywa się na maszynach zwanych snowarkami. Snucie odbywa się według dyspozycji snucia zawartej w karcie osnowy.

## Snowadło
Tradycyjnie osnowę na krosnach wykonywano przy użyciu tzw. snowadła. Snuciem zajmował się snowacz, ale do nawinięcia osnowy zazwyczaj potrzebne były aż trzy osoby.

## Snowarki

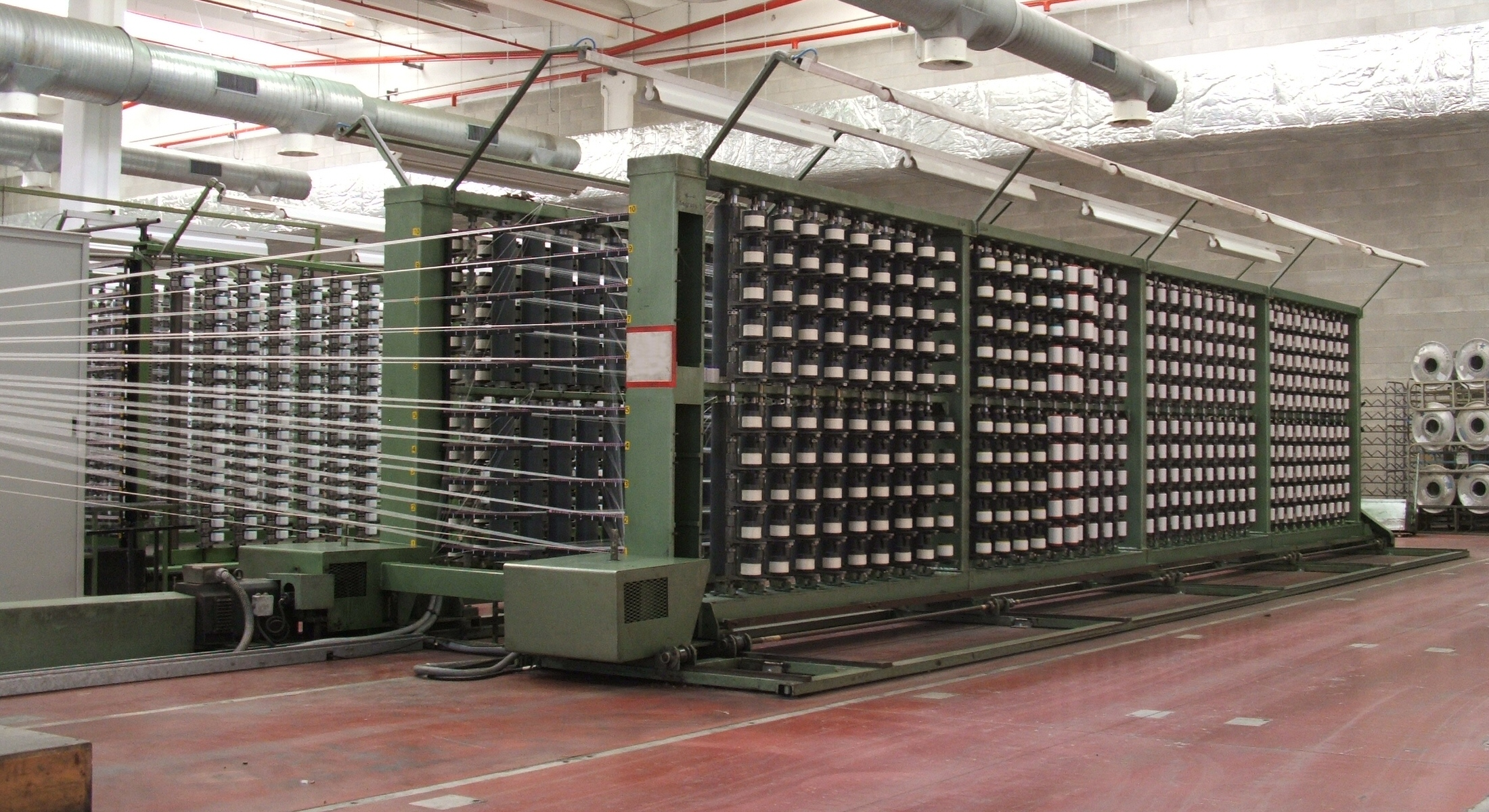
Rama natykowa snowarki

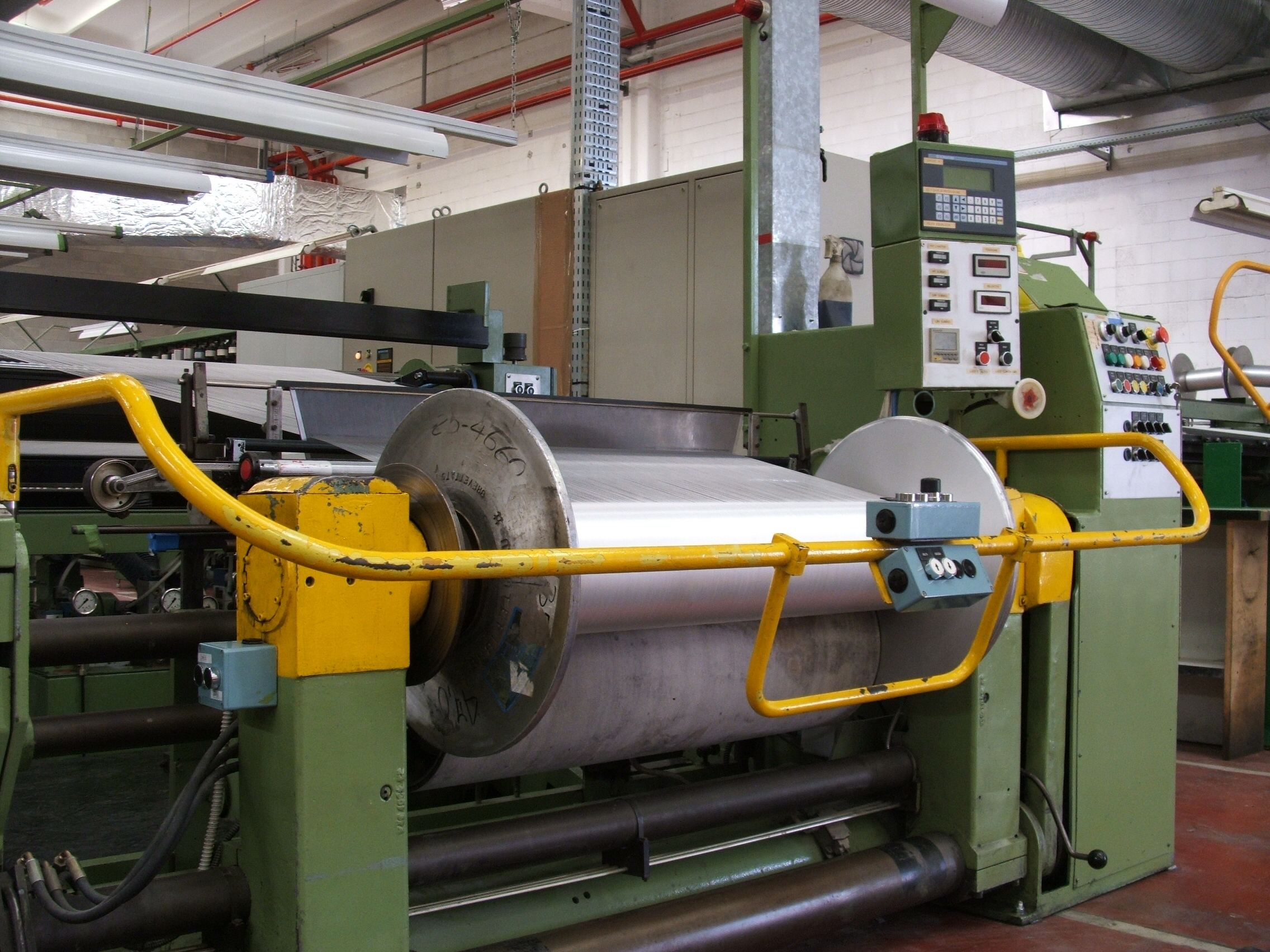
Snowarka zespołowa

Snowarki to zespoły kilku urządzeń. Najbardziej rozpowszechnione są snowarki:
- taśmowe – stosowane do osnów jedwabnych, wełnianych. Snucie dwuetapowe.
- zespołowe – stosowane do osnów bawełnianych i lnianych. Snucie dwuetapowe. Osnowy przeznaczone do klejenia.
- sekcyjne – stosowane w produkcji dzianin i pasmanterii. Snucie jednoetapowe.

Dwa pierwsze typy mają zastosowanie dość uniwersalne. Snowarki taśmowe można z powodzeniem stosować również do osnów bawełnianych i lnianych.
Każda ze snowarek stanowi zespół złożony z:
1. ramy natykowej – kilkaset specjalnych uchwytów i urządzeń hamujących, umieszczonych na ramach, w których umieszcza się typowe, stożkowe nawoje krzyżowe, Liczba wszystkich uchwytów to – pojemność ramy natykowej,
2. snowarki właściwej, na którą składają się:
  - grzebień zbiorczy – grzebień zbierający grupę nitek w jednej płaszczyźnie,
  - grzebień szerokościowy – grzebień ustalający szerokość taśmy (snowarka taśmowa), szerokość osnowy (snowarka zespołowa), lub szerokość sekcji (snowarka sekcyjna),
  - bęben snowarki (snowarka taśmowa), wałek zespołowy (snowarka zespołowa) lub wałek sekcyjny (snowarka sekcyjna)
3. urządzenie przewijające osnowę (snowarka taśmowa)

## Snucie
Taśmowe – snucie odbywa się partiami (taśmy) po kilkaset nitek.
- liczba nitek taśmy = liczba nitek osnowy / liczba taśm,
- szerokość taśmy = szerokość osnowy / liczba taśm,
- gęstość nitek taśmy = gęstość nitek w osnowie

Taśmy nawija się na bęben snowarki stożkowo, ściśle obok siebie.
Po nawinięciu wszystkich taśm osnowę przewija się z bębna snowarki na wałek osnowowy. Przygotowany w ten sposób nawój osnowowy jest gotów do założenia na krosno.
Zespołowe – snucie odbywa się również partiami (zespołami).
- liczba nitek zespołu = liczba nitek osnowy / liczba zespołów,
- szerokość zespołu = szerokość osnowy,
- gęstość nitek zespołu = gęstość nitek osnowy / liczba zespołów.

Po nawinięciu na wałki zespołowe takiej samej długości osnowy, łączy się wszystkie na specjalnej łączniarce osnów lub na urządzeniu klejącym. Połączoną osnowę nawija się na wałek osnowowy. W tej postaci osnowa jest gotowa do założenia na krosno.
Sekcyjne – snucie odbywa się jednoetapowo, bezpośrednio na wałki sekcyjne, które mogą pełnić rolę wałków osnowowych.
- liczba nitek sekcji = liczba nitek osnowy / liczba sekcji,
- szerokość sekcji = szerokość osnowy / liczba sekcji,
- gęstość nitek sekcji = gęstość nitek w osnowie.

W tym przypadku każdy wałek sekcyjny może być wykorzystany na krośnie pasmanteryjnym jako wał osnowowy, lub po połączeniu kilku sekcji na wspólnym rdzeniu stać się sekcją w szerszej osnowie.

## Klejenie
W niektórych typach tkanin, szczególnie w przemyśle lniarskim i bawełniarskim, stosuje się klejenie osnów. Klejenie polega na naniesieniu na nitki osnowy specjalnego preparatu klejącego (czasem nazywanego krochmalem), w celu wytworzenia na nitkach otoczki zmniejszającej tarcie, zwiększającej wytrzymałość nitek oraz przyklejającej wystające włókienka. Klejenie osnów w znacznym stopniu poprawia jakość i wygląd tkaniny. Podczas przerabiania osnowy na nowoczesnych szybkobieżnych krosnach, klejenie osnów jest konieczne. Osnowy przeznaczone do klejenia powinny być snute na snowarkach zespołowych. Osnowa odwijana z wałków zespołowych i łączona, przechodzi przez koryto z klejonką, wałki wyżymające, komorę suszarki i nawijana jest na wałek osnowowy.
Następnym etapem jest przewlekanie osnowy przez nicielnice i płochę. W produkcji dużych partii tego samego typu tkaniny stosuje się przywiązywanie lub przykręcanie osnów na krośnie. Pomija się wówczas przewlekanie osnowy. Może się to odbywać ręcznie lub przy zastosowaniu specjalnych wiązarek.

## Inne osnowy
W rzemiośle i tkactwie artystycznym stosuje się osnowy wykonane ręcznie, bez użycia urządzeń mechanicznych, są to:
- snowarka ramowa – drewniana rama ustawiona pionowo, z wbitymi na pionowych bokach kołkami, na które nakłada się pasma nitek przędzy, tworząc w ten sposób taśmę. Stosowane w chałupnictwie.
- snowarka bębnowa – bęben z listew drewnianych napędzany ręcznie za pomocą korby, na który nawija się pasma nitek przędzy. Stosowane w chałupnictwie.
- osnowa na ramie – drewniana lub metalowa rama z gęsto rozmieszczonymi kołkami na dwóch przeciwległych (dolnym i górnym) bokach. Gęstość rozmieszczenia kołków jest uzależniona od gęstości osnowy. Między kołkami rozpina się jedną nitkę, którą przywiązuje się na pierwszym dolnym kołku, owija na pierwszym górnym i z powrotem na drugim dolnym itd. Rama ta jest jednocześnie urządzeniem do tkania. Wątek wprowadza się ręcznie i przybija specjalnym grzebykiem (widelcem). Ograniczony wymiarami ramy rozmiar tkaniny powoduje, że sposób ten wykorzystują najczęściej twórcy ludowi i artyści, do wykonywania między innymi gobelinów.